# Heteropoda marillana
Heteropoda marillana este o specie de păianjeni din genul Heteropoda, familia Sparassidae, descrisă de Davies, 1994.
Este endemică în Western Australia. Conform Catalogue of Life specia Heteropoda marillana nu are subspecii cunoscute.